# Boys (Britney Spears)
"Boys" är en låt av Britney Spears från hennes tredje studioalbum Britney och blev den sjätte singeln från albumet. Låten är skriven och producerad av The Neptunes.
När låten blev släppt som singel blev den remixad och blev The Co-Ed Remix som Pharrell Williams är med och sjunger i. Låten var med på soundtracket för filmen Austin Powers in Goldmember.

## Låtlista
"Boys" (The Co-Ed Remix)
1. "Boys" (The Co-Ed Remix) featuring Pharrell Williams – 3:47
2. "Boys" (The Co-Ed Remix Instrumental) featuring Pharrell Williams – 3:44
3. "Boys" – 3:27
4. "Boys" (Instrumental) – 3:27

"Boys" [Singel] [Import]
1. "Boys" (The Co-Ed Remix) – 3:47
2. "Boys" (The Co-Ed Remix Instrumental) – 3:44
3. "Boys" – 3:27

## Listplaceringar
| Lista (2002)                                  | Position |
| --------------------------------------------- | -------- |
| Australian ARIA Singles Chart                 | 14       |
| Austrian Top 75                               | 15       |
| Belgium Top 20                                | 4        |
| Brazilian Top 100                             | 42       |
| Canadian Singles Chart                        | 19       |
| Dutch Top 40                                  | 10       |
| Eurochart Hot 100 Singles                     | 29       |
| French Top 100                                | 46       |
| German Top 100                                | 15       |
| Italian Top 50                                | 23       |
| Mexican Top 100 1                             | 17       |
| Mexican Top 100 2                             | 4        |
| New Zealand Top 50 (RIANZ)                    | 39       |
| Sverigetopplistan                             | 9        |
| Swiss Top 100                                 | 11       |
| Tokio Hot 100                                 | 1        |
| UK Singles Chart                              | 6        |
| U.S. ARC Weekly Top 40                        | 31       |
| U.S. Billboard Bubbling Under Hot 100 Singles | 22       |
| U.S. Billboard Mainstream Top 40              | 38       |

## Releasehistorik
| Region         | Datum           |
| -------------- | --------------- |
| Storbritannien | 29 juli 2002    |
| USA            | 13 augusti 2002 |